# Struble, Iowa
Struble, Iowa (енгл. Struble) град је у америчкој савезној држави Ајова. По попису становништва из 2010. у њему је живело 78 становника.

## Демографија
Према попису становништва из 2010. у граду је живело 78 становника, што је -7 (-8.2%) становника више него 2000. године.
| Група             | 2000.      | 2010.      |
| Белци             | 79 (92,9%) | 66 (84,6%) |
| Афроамериканци    | 0 (0,0%)   | 0 (0,0%)   |
| Азијати           | 0 (0,0%)   | 0 (0,0%)   |
| Хиспаноамериканци | 6 (7,1%)   | 11 (14,1%) |
| Укупно            | 85         | 78         |